# Jorge Aráoz Badi
Jorge Aráoz Badí (nacido Jorge Goloboff; Carlos Casares, 30 de octubre de 1928-Buenos Aires, 21 de julio de 2023) fue un crítico de música clásica argentino.
Jorge Goloboff nació en el seno de una familia judía, los Goloboff. Su madre era pianista y musicalizaba películas mudas en el cine teatro Verdi de Casares; su padre organizaba conciertos de música de cámara.
Luego de cursar el colegio secundario en Pehuajó, estudió Musicología en Buenos Aires. 
Escribió durante varias décadas en La Nación en la revista del Teatro Colón, fue jefe de prensa del Teatro, a mediados de la década del noventa. También se desempeñó como Director de Revista Clásica y Música & CD y fue Jefe de redacción de las revistas Confirmado y Análisis. Fue Secretario de redacción de Buenos Aires Musical y colaboró como comentarista en Radio Mitre, en el programa Espectáculo al día. Su trabajo en radio y televisión se extendió a Radio Continental, Radio Municipal y ATC (Canal 7). Fue el Coordinador editorial del libro Teatro Colón: A Telón Abierto (1999), del cual también participó como redactor. Además, recibió el Premio Konex de Música Clásica en 1997.
En 1967, junto a Héctor Yánover y Samuel Grabois, creó el sello discográfico AMB, que editó una importante colección de discos de vinilo con grabaciones de escritores leyendo sus propios textos. Quedaron grabadas las voces de los siguientes autores: Jorge Luis Borges, Julio Cortázar, Pablo Neruda, Raúl Gonzalez Tuñón, Ernesto Sabato, José Pedroni, Manuel Mujica Lainez, Leopoldo Marechal, Gabriel García Márquez, César Tiempo, Silvina Bullrich, León Felipe, Francisco Luis Bernárdez, Florencio Escardó, Oliverio Girondo, Beatriz Guido, Paul Eluard, Louis Aragon, Gila y José María Rosa, entre otros. En 2002 se reeditaron algunas de estas grabaciones.
Entre 2001-2012 se instaló en Madrid. Hasta 2017 tuvo el programa El jardín de las delicias, por Radio Nacional Clásica.